# شنشي كيه جيه-200
شنشي KJ-200 (بالصينية: 空警-200؛ بينيين: Kōngjǐng Liǎngbǎi؛ حرفيًا: "الإنذار الجوي-200")، هي طائرة إنذار مبكر وتحكم محمول جواً (AEWC) طورتها شركة شنشي للطيران.
المكون الرئيسي لهذه الطائرة هو نظام رادار مصفوفة مسح إلكتروني نشط AESA ، وهو مشابه بصريًا لنظام Saab Erieye ، مثبت على دعامات فوق جسم الطائرة الخلفي، بالإضافة إلى قباب استشعار بطنية. تعتمد منصة هذه الطائرة على طائرة Shaanxi Y-8F-600 ، وأفادت التقارير أنها مزودة بمحركات توربينية من طراز Pratt &amp; Whitney Canada PW150B وأجهزة إلكترونية من طراز Honeywell .

## المشغلين
الصين
- القوات الجوية لجيش التحرير الشعبي - عدد 5 طراز KJ-200 [1]
- جيش التحرير الشعبي البحري والقوات الجوية - عدد 6 طراز KJ-200H [2]